# Predöhl (Lemgow)
Predöhl ist ein Ortsteil der Gemeinde Lemgow im Landkreis Lüchow-Dannenberg in Niedersachsen.

## Geschichte
Am 1. Juli 1972 wurde Predöhl in die Gemeinde Lemgow eingegliedert.

## Kirche
- Evangelische „Hohe Kirche“[2] (siehe auch Lemgow#Bauwerke)